# Le Trianon

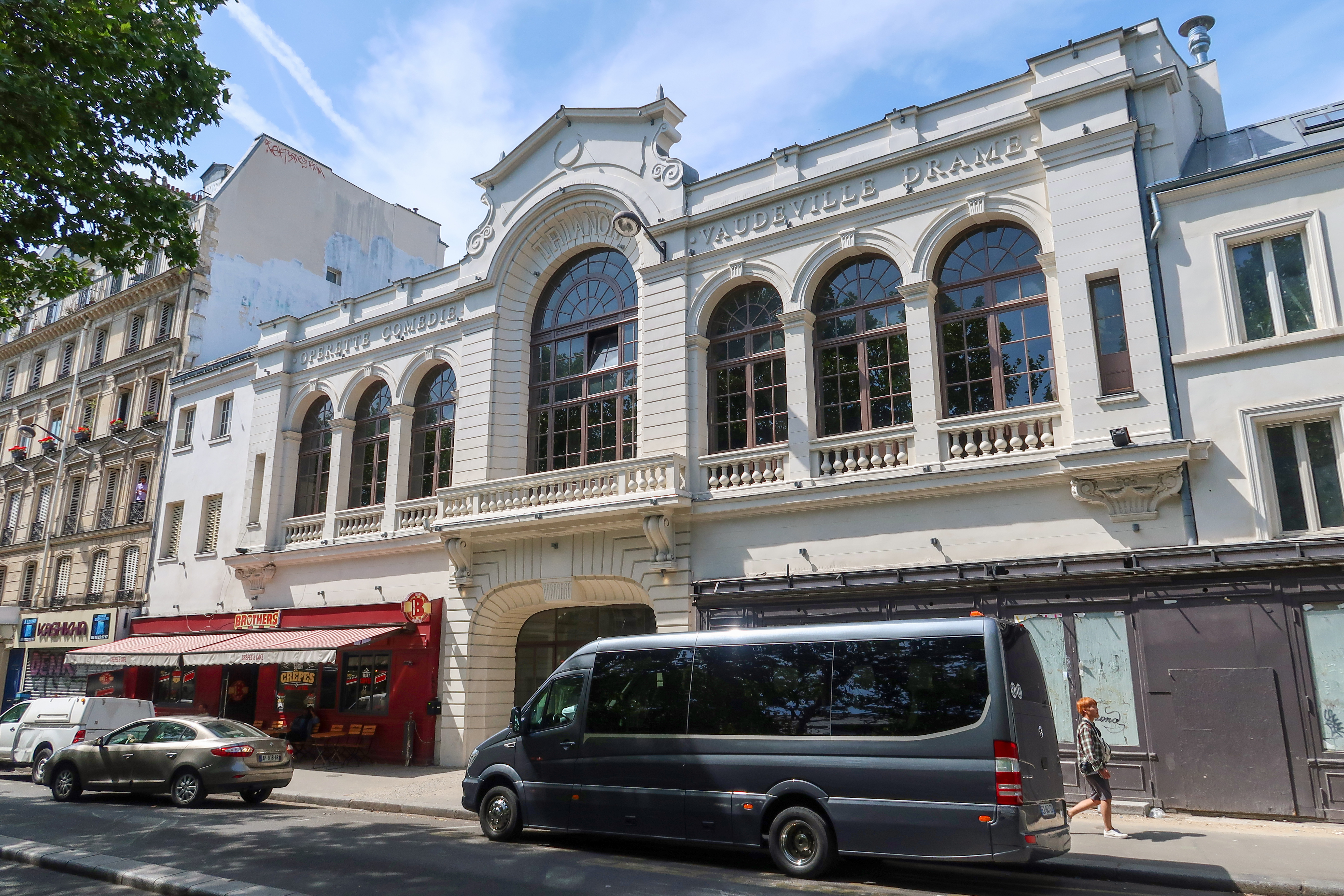
Le Trianon

Le Trianon ist ein Konzert- und Theatersaal im Viertel Pigalle im 18. Arrondissement in Paris. Die Fassade wurde vom Versailler Lustschloss Grand Trianon inspiriert. Der Saal bietet Platz für 1091 Zuschauer.

## Geschichte
Am Standort 80, Boulevard de Rochechouart wurde das Theater 1895 eröffnet. Es etablierte sich als Revuebühne, später kamen Operetten und Tanzveranstaltungen hinzu. Im Jahr 1900 vernichtete ein Feuer das gesamte Innengebäude, 1902 wurde es wiedereröffnet. Der Architekt Joseph Cassien-Bernard konzipierte dazu einen italienischen Theatersaal mit zwei Rängen.
Ab 1939 wurde der Saal als Kino genutzt. Im Jahre 1982 wurde das Gebäude zu einem Monument historique erklärt. Der Kinobetrieb wurde 1992 eingestellt und man begann, den Saal regelmäßig für Konzerte zu nutzen.